# Sparceta górska
Sparceta górska (Onobrychis montana DC.) – gatunek rośliny z rodziny bobowatych.

## Rozmieszczenie geograficzne
Rośnie w górach  Południowej i Środkowej Europy: w Alpach, Apeninach, Jurze, górach Dynarskich, górach Półwyspu Bałkańskiego i w Karpatach. Według niektórych źródeł występuje także w Turcji. W Polsce jest gatunkiem bardzo rzadkim. Występuje wyłącznie w Tatrach i to na kilku zaledwie stanowiskach. Wszystkie znajdują się w Tatrach Zachodnich i  skupione są w zachodniej części Czerwonych Wierchów: na dnie  Wąwozu Kraków, na schodzących do niego zboczach Wysokiej Turni oraz na Przednim Kamiennym.

## Morfologia

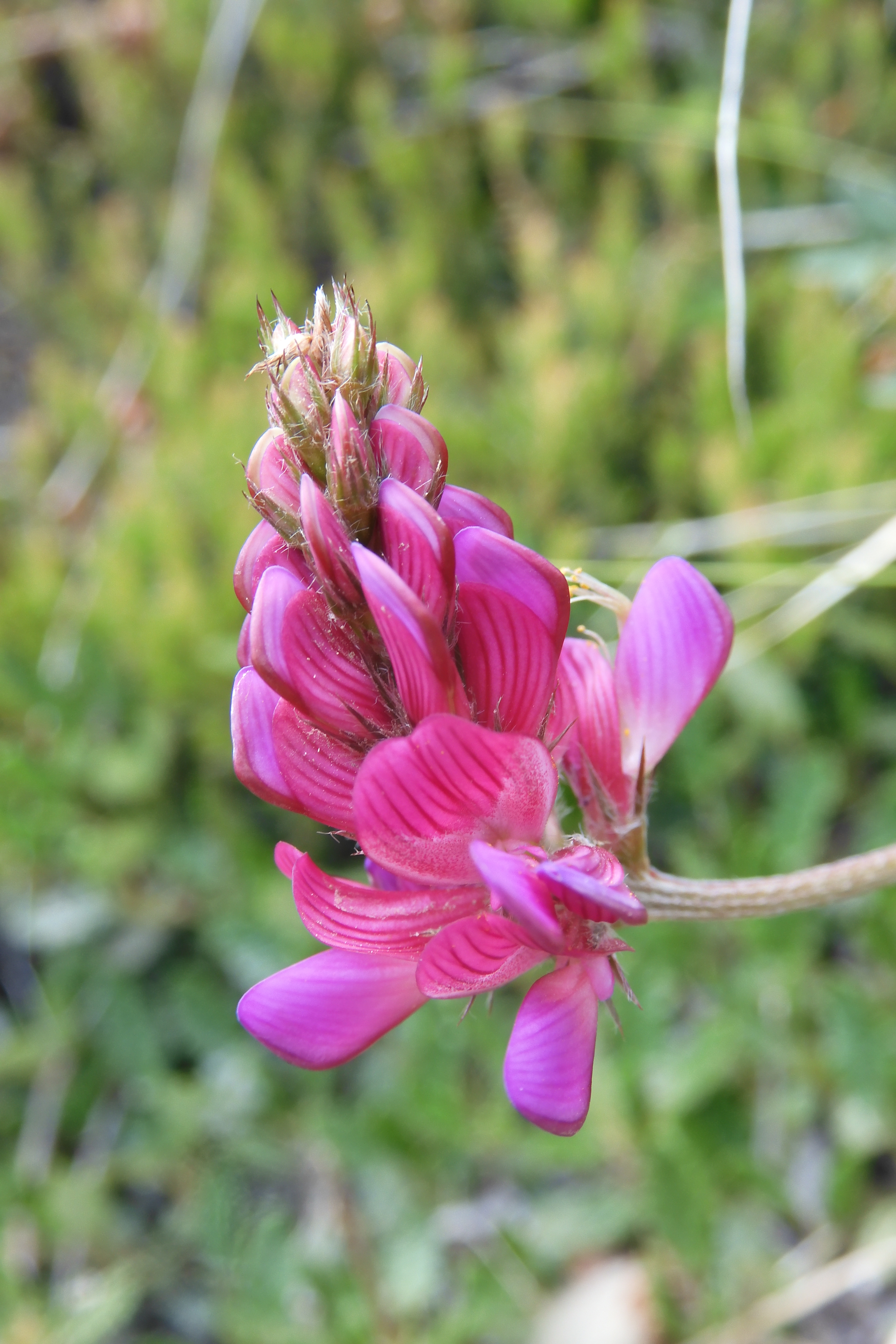
Kwiatostan

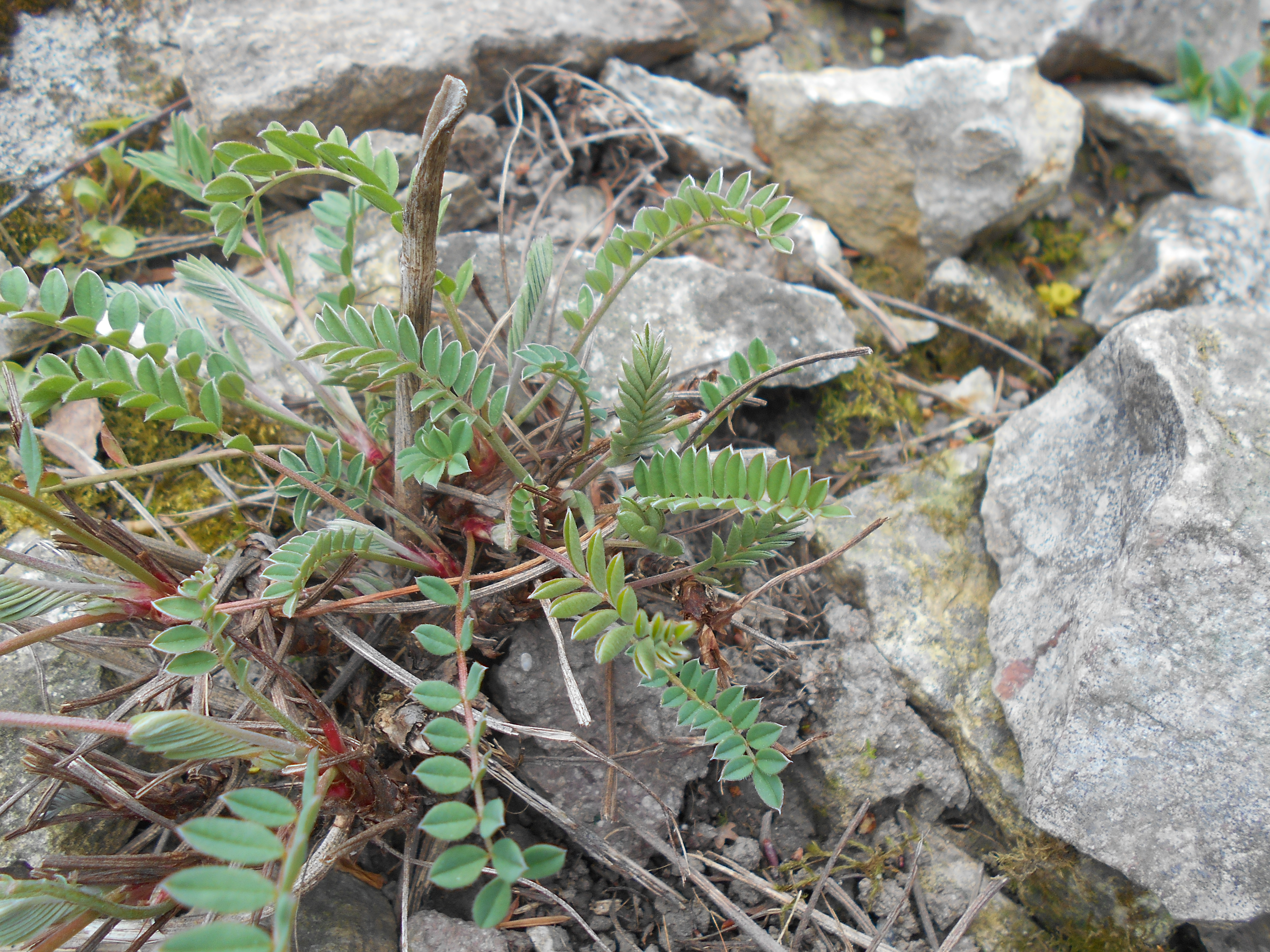
Liście

ŁodygaPodnosząca się lub rozesłana, o wysokości 10–40 cm. Roślina tworzy kępy składające się z pędów kwiatowych oraz płonnych.
LiścieNieparzystopierzaste, złożone 4–8 par podługowatych listków.
KwiatyZebrane w gęsty groniasty, krótki, podłużnie jajowaty kwiatostany. Kwiaty motylkowe, korona intensywnie różowopurpurowa. Żagielek jest wyraźnie (o 1–2 mm) krótszy od łódeczki. Skrzydełka mają długość 5-6 mm.
OwoceOkrągławe, spłaszczone strąki z kolczastym grzebieniem. Zawierają 1–2 nasiona.

## Biologia i ekologia
Bylina, hemikryptofit. Kwitnie od lipca do sierpnia. Zdolność kiełkowania nasion bardzo duża i do kiełkowania nie wymagają okresu spoczynku. Występuje w piętrze kosodrzewiny i piętrze halnym w naskalnych murawach. W Tatrach rośnie na podłożu wapiennym. Liczba chromosomów 2n = 28 Ga 2, 4, 6.

## Zagrożenia
Według klasyfikacji IUCN gatunek narażony na wyginięcie w Karpatach polskich (kategoria VU). Według Polskiej czerwonej księgi roślin oraz polskiej czerwonej listy również gatunek narażony (kategoria VU). 
Występuje tylko na obszarze Tatrzańskiego Parku Narodowego i nie jest bezpośrednio zagrożony, gdyż jego stanowiska znajdują się poza szlakami turystycznymi. Populacja w Wąwozie Kraków liczy kilka tysięcy osobników. Jednak występowanie na niewielkim tylko i izolowanym obszarze stanowi powód do włączenia tego gatunku do listy gatunków zagrożonych. Jego stanowiska wymagają monitoringu. Jest też uprawiany ogrodzie Instytutu Ochrony PAN w Zakopanem (przy Muzeum Tatrzańskim).